# Sølvtorvet
Sølvtorvet er en plads i København, hvor Sølvgade krydser Øster Farimagsgade, og som Stockholmsgade udmunder i. Det var anlæggelsen af Stockholmsgade i 1880'erne, der førte til, at Sølvtorvet opstod.
I 1886-90 byggede J.D. Herholdt her på hjørnet af torvet og Sølvgade en ny Polyteknisk Læreanstalt, der afløste den gamle i Studiestræde 6. Uddannelsen af danske ingeniører fandt sted her. I 1904-06 udvidedes læreanstalten under arkitekt J.E. Gnudtzmanns ledelse på nabogrunden i Øster Farimagsgade 2D. I 1930'erne  flyttede ingeniøruddannelserne til arkitekt C.O. Gjerløv-Knudsens Polytekniske Læreanstalt på Østervold. Også her blev der for trangt. I 1959 flyttede uddannelsen af civilingeniører ud til Lundtoftesletten, hvor Danmarks Tekniske Højskole (nu Danmarks Tekniske Universitet, DTU) blev opført ved arkitekterne Eva Koppel og Nils Koppel.
Navnet Sølvtorvet er udledt af Sølvgade. Det var Christian 4., der havde bestemt, at en del af gaderne i Nyboder skulle opkaldes efter mineraler. Sølvgade blev forlænget helt frem til Søerne og gav navn til Sølvtorvet. Christian 4.s øvrige mineralgader er for længst forsvundet.
Der var et pissoir af støbejern og en telefonkiosk på pladsen. Telefonkiosken der er Københavns ældste, er flyttet til Absalonsgade ved det tidligere Bymuseum på Vesterbro  og pissoiret er opstillet i Øster Anlæg ved Stockholmsgade.